# Maczużnik czarny
Maczużnik czarny (Sphinctrina turbinata Fr.) – gatunek grzybów z rodziny Sphinctrinaceae. Grzyb naporostowy.

## Systematyka i nazewnictwo
Pozycja w klasyfikacji według Index Fungorum: Sphinctrina, Sphinctrinaceae, Mycocaliciales, Mycocaliciomycetidae, Eurotiomycetes, Pezizomycotina, Ascomycota, Fungi.
Po raz pierwszy opisał go w 1791 r. Jean Baptiste François Bulliard, nadając mu nazwę Hypoxylon turbinatum, jednak jego opis uznaje się za nieważny i jako pierwszy autor zgodnie z Kodeksem Nomenklatury Botanicznej podawany jest Elias Fries, który nadał mu naukową nazwę w 1825 r. Ma około 20 synonimów. Niektóre z nich:
- Sphinctrina gelasinata (With.) Zahlbr. 1922
- Trachylia tympanella var. stigonella (Ach.) Boistel 1903

Polska nazwa według W. Fałtynowicza.

## Morfologia
Owocniki beztrzonowe lub z bardzo krótkim trzonem, o wysokości 0,16–0,33(–0,7) mm, zwykle występujące pojedynczo, błyszczące, oprószone, ciemnobrązowe lub czarne. Składają się z części trzonowej i główki. Część trzonowa dłuższa od główki, zwężająca się gwałtownie w kierunku ciemno do jasnobrązowej lub czarniawej główki. Owocnik otoczony szklistą otoczką o grubości do 35 µm, składającą się głównie z peryklinalnie ułożonych, rubinowoczerwonych komórek o silnie zżelatynizowanych ściankach i średnicy 3–4 µm. Główka o szerokości 0,16–0,36(–0,5) mm, mniej więcej kulista, ale często lekko nieregularna, błyszcząca, czarna lub ciemnobrązowa. Część trzonowa w warunkach wilgotnych częściowo fioletowawa do czerwonawobrązowej. Mazaedium czarne, wystające przez zwężony wierzchołek. Ekscypulum na przekroju ciemnoczerwonobrązowe lub rubinowoczerwone, w KOH czerwone, niesklerotyzowane, o grubości 50–85 µm, składające się głównie z peryklinicznie zorientowanych, misternie splecionych, rozgałęzionych strzępek o średnicy 3–4 µm. Część górna lekko zesklerotyzowana, część dolna galaretowata, szklista. Hypotecjum szkliste, o wysokości 35–50 µm, składające się z komórek izodiametrycznych lub nieregularnych. Worki cylindryczne, 40–51 × 5–7 µm, jednorzędowe, 8-zarodnikowe. Askospory bez przegród, ciemnobrązowe, kuliste do prostopadłościennych, głównie 3,4–6,9 × 4,5–7 µm, zazwyczaj z wyraźną ornamentacją składającą się z drobnych porów (pod mikroskopem świetlnym łatwo mogą być błędnie uznane za brodawki); w starszym wieku często z nieregularnymi pęknięciami. Mają też delikatną siateczkę, która często przesłonięta jest głęboką, ciemnobrązową do czarnej pigmentacją, nadającą powierzchni wygląd brodawkowaty. Większe zarodniki są nieregularnie rzeźbione, zarodniki półdojrzałe mają grube, przezroczyste osłonki, które z wiekiem stają się mniej widoczne. Pyknidiów nie zaobserwowano. Nie wykryto także metabolitów wtórnych, ale w workach występuje czerwonawy pigment.

## Występowanie i siedlisko
Występuje w Ameryce Północnej, Europie, Azji i Afryce. W Polsce W. Fałtynowicz w 2003 r. przytoczył 10 stanowisk.
Pasożyt lub komensal porostów. W Polsce notowany na porostach z rodzaju Pertusaria (otwornica): otwornica gładka (Pertusaria leoioplaca) i otwornica dziurawa (Pertusaria pertusa). Rzadko występuje także na porostach Diploschistes (słojecznica), głównie na starych drzewach (dąb, brzoza, buk, jesion).